# Cerithiopsis lata
Cerithiopsis lata là một loài ốc biển, động vật chân bụng trong họ Cerithiopsidae, được tìm thấy ở Biển Caribe và Vịnh Mexico. It was originally được mô tả by C.B. Adams năm 1850.

## mô tả
Độ dài vỏ lớn nhất ghi nhận được là 3.3 mm.

## Môi trường sống
Độ sâu nhỏ nhất ghi nhận được là 0 m. Độ sâu lớn nhất ghi nhận được là 44 m.